# ماينارد ديكسون
ماينارد ديكسون (بالإنجليزية: Maynard Dixon)‏ هو صحفي وفنان ورسام أمريكي، ولد في 24 يناير 1875 في فريسنو في الولايات المتحدة، وتوفي في 13 نوفمبر 1946 في توسان في الولايات المتحدة.